# شکل توزیع‌ها
در علم آمار، مفهوم شکل توزیع‌ها، به شکل توزیع احتمال اشاره دارد، و اغلب در اثر سوالاتی درباره یافتن توزیعی مناسب ایجاد می‌شود تا با استفاده از آن، ویژگی‌های آماری یک جامعه آماری مدل‌سازی شود. شکل یک توزیع یا به صورت توصیفی و با استفاده از واژه‌هایی مانند «J-شکل» یا به صورت عددی و استفاده اذبتز مقادیر کمی مانند چولگی و کشیدگی مورد بحث قرار می‌گیرد.
بحث پیرامون شکل یک توزیع از آنالیز آماری داده سرچشمه می‌گیرد، که در آن آمار کمی توصیفی و روش‌های ترسیمی مانند بافت‌نگار، می‌توانند ما را به سمت انتخاب خانواده معینی از توزیع‌ها برای هدف مدل‌سازی، هدایت کنند.

توزیع طبیعی، که اغلب آن را «منحنی زنگ» می‌خوانند.

## توزیع‌های شکل

توزیع نمایی

شکل توزیع در جایی داخل زنجیره‌ای قرار دارد که یک توزیع هموار باید در مرکز آن قرار داشته باشد، و انواع انحراف از آن عبارتند از: با خاک‌ریز محصور شده، U-شکل، J-شکل، Jی معکوس شکل، و مدل چندگانه می‌باشد. یک توزیع طبیعی به جای یک نقطه ماکسیمم، دو نقطه ماکسیمم دارد. گاهی اوقات ویژگی‌های شکل یک توزیع چندگانه، به وسیله رفتار خطوط معین می‌شود (مثلاً با خطوطی بلندتر یا کوتاه‌تر). برای مثال یک توزیع هموار را می‌توان این‌گونه گفت که یا هیچ خطی ندارد یا خطوطش کوتاه است. توزیع طبیعی به داشتن خطوط کوتاه معورف است، درحالی که یک توزیع نمایی دارای خطوط منحنی نمایی و یک توزیع پارتو دارای خطوط بلند می‌باشد.